# 구시마촌
구시마촌(九島村)은 에히메현 기타우와군에 설치된 촌이다. 